# Уокер, Аяна
Аяна Д’Ней Уокер (англ. Ayana D’Nay Walker; род. 10 сентября 1979 года в Хьюстоне, Техас, США) — американская профессиональная баскетболистка, которая выступала в женской национальной баскетбольной ассоциации (ВНБА). Была выбрана на драфте ВНБА 2002 года во втором раунде под общим двадцатым номером клубом «Детройт Шок». Играла на позиции тяжёлого форварда.

## Ранние годы
Аяна Уокер родилась 10 сентября 1979 года в городе Хьюстон (штат Техас), училась же она там же в средней школе Уэстбери, в которой выступала за местную баскетбольную команду.